# 深中大橋
深中大桥（工程名：伶仃洋大桥）是位于广东省广州市南沙区万顷沙和深圳市宝安区的一座悬索桥，属于深中通道的中部组成部分，横跨珠江口伶仃航道，连接两端的中山大桥和深中隧道。

## 概述

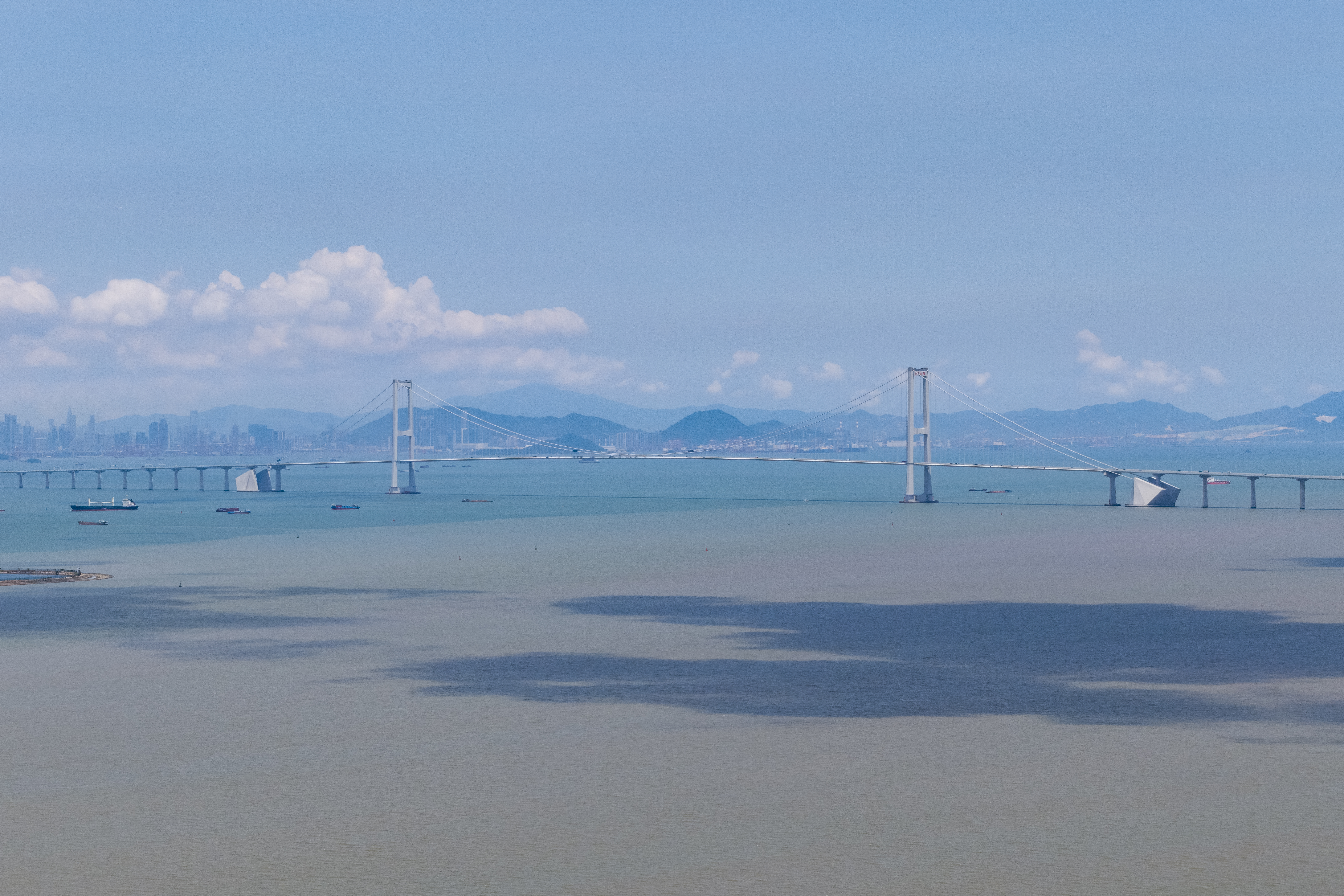
从广州万顷沙眺望深中大桥

深中大桥为主跨1666米的全漂浮系悬索桥，共设两根主缆，每根最大纜力10万餘吨。大桥长约2.83公里，两根索塔高约270米，高约90层楼高。而大桥两侧猫道长约3.3公里，最低点距离海面约90米，最高约270米。该桥建成通车后，将成世界上最长的海中大桥、世界上最大跨径海中钢箱梁悬索桥和世界上最高通航净空尺度的跨海桥梁。

## 历史

### 定案
2012年11月，廣東省交通廳宣布推薦方案，採用“東隧西橋”方式興建，並同時開始進行環評公示。在广州极力争取下，2015年交通厅向交通部上报的《深中通道项目通航安全影响论证报告》将深中大桥通航净高由73.5米提升至76.5米。

### 建设
2018年9月6日，深中大桥和中山大桥首根桩基同日开钻。
2021年1月22日，深中通道伶仃洋大桥西锚碇底板施工全部完成。
2022年9月25日，伶仃洋大桥主缆架次全部铺设完成。
2023年1月，深中通道全线开始钢桥面铺装。4月28日，伶仃洋大桥正式合龙。
2024年6月7日，深中通道桥梁工程“伶仃洋大桥”定名为“深中大桥”。

### 开通
2024年6月30日15时，深中大桥随深中通道正式通车试运营。

### 运营
2024年10月25日13时12分，深中大桥一辆载满零售批发食品的汽油小货车在深中通道深中大桥中山往深圳方向行驶中突发起火，火势较大并将白色主缆烧黑。深中通道路网调度中心通知相关部门救援，管理中心启动火灾事故专项应急预案Ⅱ级响应。19分消防接警，35分扑灭现场明火，15时恢复第一、第二车道通行。经初步评估，本次起火事件未对主缆等主要受力构件造成影响。主缆被称为“生命线”，在全寿命周期内无法更换。
2025年4月，深中通道管理中心启动深中通道缆索体系防火工程施工，计划工期当年4月1日-12月31日每日6:00-19:00。施工期间深中大桥将占用应急车道，吊装作业时段将短时占用应急车道+第四行车道。